# You (Tornike Kipiani-dal)
A You (magyarul: Te) Tornike Kipiani grúz énekes dala, mellyel Grúziát képviselte a 2021-es Eurovíziós Dalfesztiválon Rotterdamban. A dal belső kiválasztás során nyerte el a dalversenyen való indulás jogát.

## Eurovíziós Dalfesztivál
2019. december 31-én vált hivatalossá, hogy a Grúz Közszolgálati Televízió által megrendezett nemzeti döntőt, a Grúz Idolt Tornike Kipiani nyerte meg, így őt választották az ország képviseletére a 2020-as Eurovíziós Dalfesztiválon. Március 18-án az Európai Műsorsugárzók Uniója bejelentette, hogy 2020-ban nem tudják megrendezni a versenyt a COVID–19-koronavírus-világjárvány miatt. A grúz műsorsugárzó jóvoltából az énekes lehetőséget kapott az ország képviseletére a következő évben egy új versenydallal. 2021. március 1-jén vált hivatalossá a dal címe, míg a versenydalt március 15-én mutatták be a dalfesztivál hivatalos YouTube-csatornáján.
Az Eurovíziós Dalfesztiválon a dalt először a május 20-án rendezett második elődöntőben adják elő, a fellépési sorrendben tizedikként, a szerb Hurricane Loco Loco című dala után és az albán Anxhela Peristeri Karma című dala előtt. Az elődöntőben a nézői szavazatok és a nemzetközi zsűrik pontjai alapján nem került be a dal a május 22-én megrendezésre került döntőbe. Összesítésben 16 ponttal a utolsóelőtti helyen végzett.